# Bjørvika

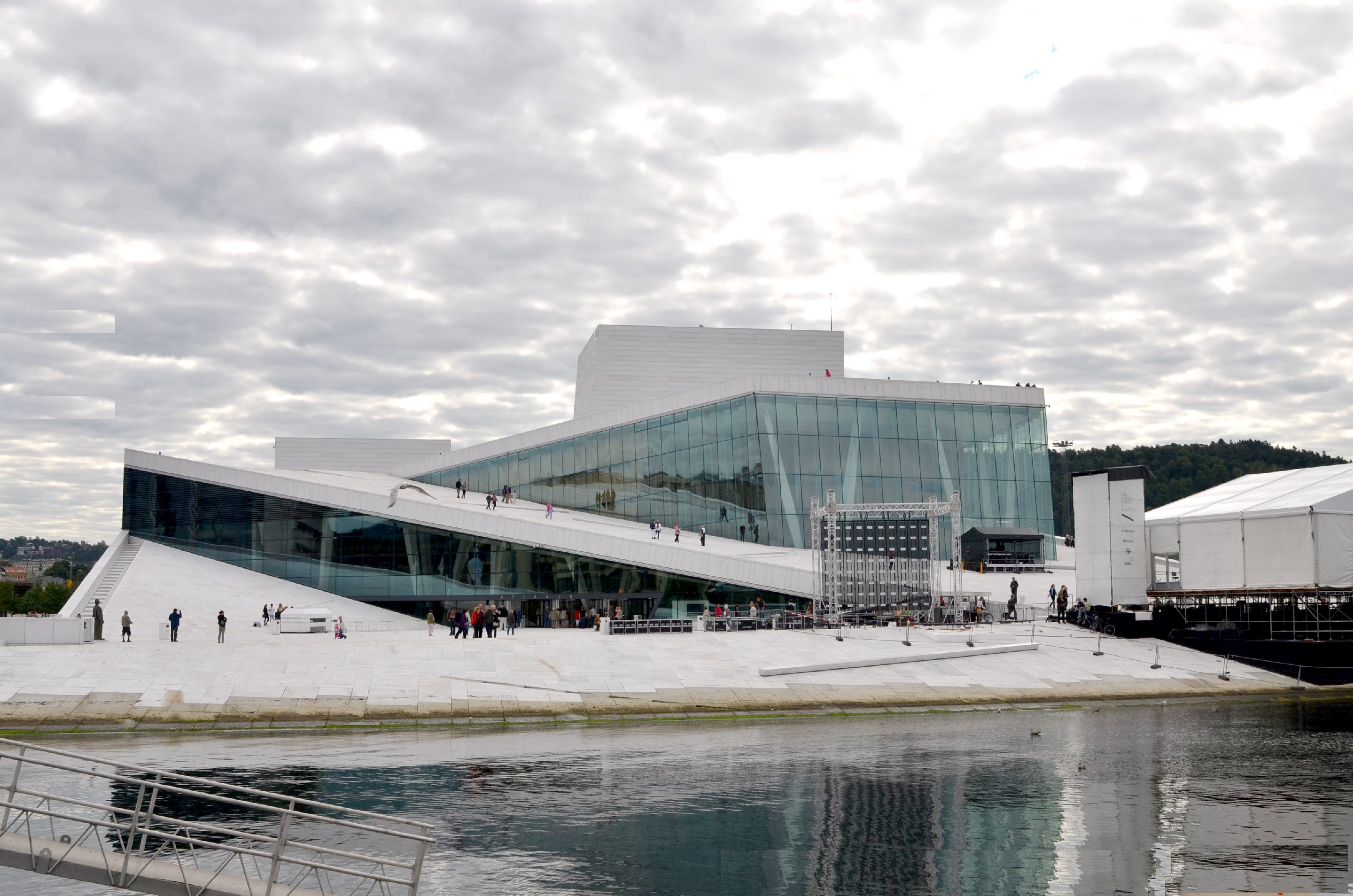
L'Òpera d'Oslo a Bjørvika.

Bjørvika és un barri del districte de Sentrum, a Oslo, Noruega. Està situat a la riba del fiord d'Oslo i el seu edifici més destacat és l'Òpera d'Oslo.